# 夏曰瑚
夏曰瑚（1602年—1637年），字肤公，号涂山。南直隸淮安府山陽縣（今屬淮安市）人。明末翰林。

## 生平
天啓七年（1627年）丁卯科舉人，崇祯四年（1631年）辛未科一甲第三名進士，探花及第。授翰林院编修。崇祯八年曾奉命册封岷府江川王，馈赠一无所受。回京复命不久，即以疾归乡。崇祯十年任会试同考官，卒于考场，享年三十六。

## 家族
曾祖夏洪。祖夏鳳。父夏德。嫡母景氏，生母聂氏。